# Pirokton olaminy
Pirokton olaminy – organiczny związek chemiczny, sól piroktonu (1-hydroksy-4-metylo-6-(2,4,4-trimetylopentylo)pirydyn-2-onu, związku z grupy kwasów hydroksamowych) i etanoloaminy (olaminy). Wykazuje działanie przeciwzapalnie i eliminujące patologiczną mikroflorę obecną w obrębie zmian łupieżowych; hamuje rozwój grzyba odpowiedzialnego za objawy łupieżu – Pityrosporum ovale (Malassezia furfur). Dodatkowo normalizuje i przywraca równowagę mikroflory naskórka, zapobiegając częstym nawrotom choroby. Ze względu na szerokie i udokumentowane spektrum działania, stosowany jest w szamponach przeciwłupieżowych, a także w innych preparatach leczniczo-pielęgnacyjnych.